# Stenalia gracilicornis
Stenalia gracilicornis là một loài bọ cánh cứng trong họ Mordellidae. Loài này được Baudi miêu tả khoa học năm 1878.